# نيلس شومان
نيلس شومان (بالألمانية: Nils Schumann)‏ هو عداء المسافات المتوسطة ألماني، ولد في 20 مايو 1978 في باد فرانكنهاوزن في ألمانيا.

## وصلات خارجية
- نيلس شومان على موقع الاتحاد الدولي لألعاب القوى (الإنجليزية)
- نيلس شومان على موقع اللجنة الأولمبية الدولية (الإنجليزية)
- نيلس شومان على موقع أوليمبيديا (الإنجليزية)